# (132161) 2002 EZ6
(132161) 2002 EZ6 là một tiểu hành tinh vành đai chính. Nó được phát hiện bởi Robert H. McNaught ở Đài thiên văn Siding Spring ở Coonabarabran, New South Wales, Australia, ngày 6 tháng 3 năm 2002.